# Antes y Después (Hogarth)

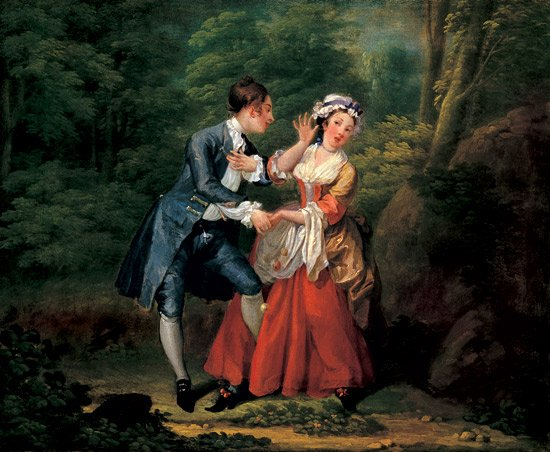
William Hogarth, Antes (primera versión), 1730-31, Tate Gallery.

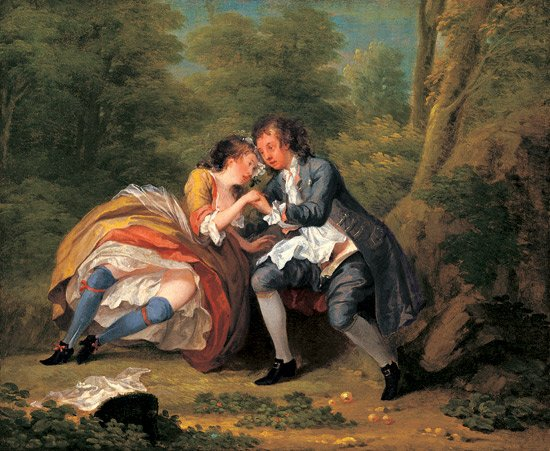
William Hogarth, Después (primera versión), 1730-1731.

Antes y Después son un par de pinturas eróticas cómicas del pintor británico William Hogarth. Hizo dos versiones pintadas en 1730-1731. La primera versión muestra una escena exterior en un claro arbolado, una intencionada contraparte más explícita y real de la fête galante francesa contemporánea, con sus elegantes pastorcillos idealizados coqueteando, mientras que una segunda versión traslada la escena a un interior. Hogarth realizó grabados basados en la segunda versión en 1736. En cada conjunto, según la posición y apariencia de los sujetos, el primer cuadro muestra a la pareja antes y el segundo después del coito.

## Primera versión pintada
La primera versión, pintada entre 1730 y 1731, se encuentra ahora en la Tate Gallery, prestada por el Museo Fitzwilliam de Cambridge, legada por el banquero mercantil Arnold John Hugh Smith en 1964. Cada óleo sobre lienzo mide 37,2 centímetros × 45,1 cm.
En Antes, un joven vestido de azul está haciendo avances ardientes, mientras que su tímida enamorada vestida de rojo intenta rechazarle y se aleja. Una serie de detalles sugieren lo que sucederá a continuación: unas manzanas llevadas en el mandil caen de su regazo, sugiriendo pecado y caída en la tentación, mientras la rodilla del joven, en cuyos calzones se evidencia una erección, queda entre las piernas separadas de ella. En el Después que lo acompaña, están sentados al costado del camino, la chica buscando consuelo en su seductor, sus rostros sonrojados y sus cabellos y ropas desordenados, él con los calzones desabrochados, ella con las faldas levantadas.

## Segunda versión pintada
Las segundas versiones, también pintadas entre 1730 y 1731, ahora se encuentran en el Museo J. Paul Getty, Los Ángeles, adquiridas en 1978 del patrimonio de Jean Paul Getty. El par tiene un formato más vertical: Antes mide 40 centímetros × 33,7 cm y Después 39,4 centímetros × 33,7 cm.
La escena se ambienta en el dormitorio de una dama. En Antes, un joven sentado en una cama con cortinas verdes, tira vigorosamente por las faldas de la joven para atraerla hacia sí, aunque ella se resiste, intentando apartarlo con una mano y con la otra aferrándose a su tocador, que cae mientras su spaniel ladra ante el alboroto. En el cajón abierto se aprecian dos libros, "The Practice of Piety" (La práctica de la piedad) y más escondidos un manual de cortejo y una carta de amor. En Después, la pareja aparece sonrojada: el hombre de pie se sube los calzones pensativo, mientras la mujer sentada con la falda y cofia desordenados, se recoloca el escote y se aferra a él suplicando su discreción. El perrito duerme en el piso junto al tocador volcado. Los libros caídos y el espejo roto probablemente representan la virtud y la virginidad perdidos.
Se cree que las pinturas fueron encargadas por John Montagu, segundo duque de Montagu. El protagonista masculino se identificaba tradicionalmente como John Willes, más tarde presidente del Tribunal de Primera Instancia. Se hicieron alrededor de la época en que Hogarth estaba trabajando en sus pinturas de La carrera de una prostituta (A Harlot's Progress).

## Grabado
Hogarth hizo grabados de Antes y Después en 1736, en la época en que Hogarth estaba trabajando en su pintura Los cuatro momentos del día, y grabados como El poeta angustiado.
Los grabados se basaron en la segunda versión de las pinturas, con algunas alteraciones y adornos. Las escenas también están ambientadas en un dormitorio, con un hombre con peluca sentado en una cama con dosel brocado tirando de la joven hacia él, con un perrito saltando y el tocador cayendo. Al fondo, un cuadro en la pared muestra a un cupido encendiendo la mecha de un cohete, mientras que el espejo del tocador esconde un segundo cuadro. La resistencia de la mujer puede deberse a las apariencias más que a un intento genuino de escapar, ya que ella ya se ha quitado el corsé, que yace sobre una silla delante.

En el Después que lo acompaña, la ropa de las figuras está desordenada. La mujer sentada en la cama se aferra al hombre de pie, jugueteando con los botones de su camisa, mientras él se sube los calzones. El perrito duerme entre el mueble volcado y el espejo roto, simbolizando la pasión satisfecha. En el suelo hay un libro de Aristóteles titulado Omne Animal Post Coitum Triste (Todo animal está triste después del coito, dicho atribuido a Galeno). En el fondo, la imagen oculta ahora es visible, revelando un cupido cuyos fuegos artificiales gastados caen a tierra: los cuadros insinúan la eyaculación.

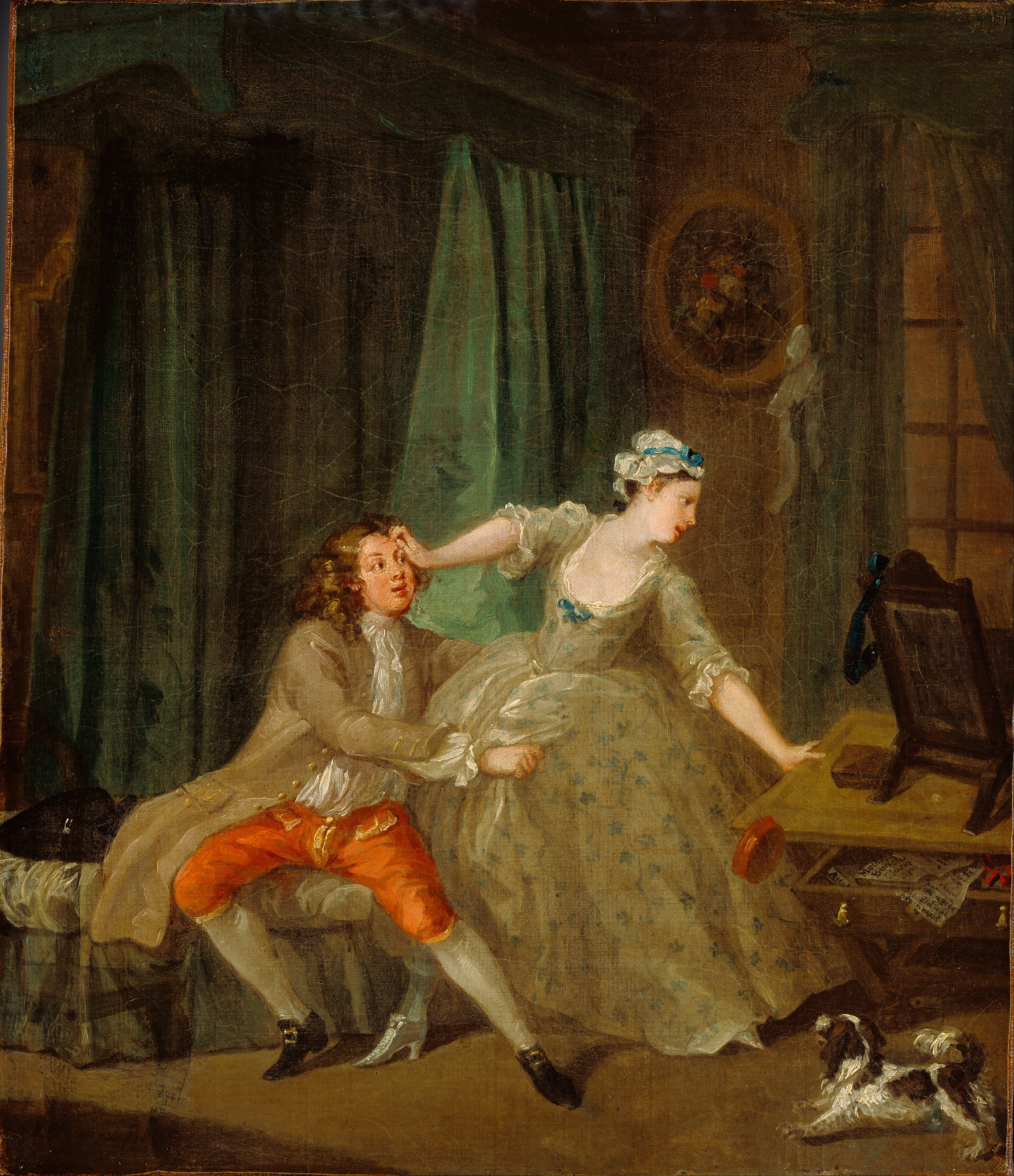
Antes. segunda versión.
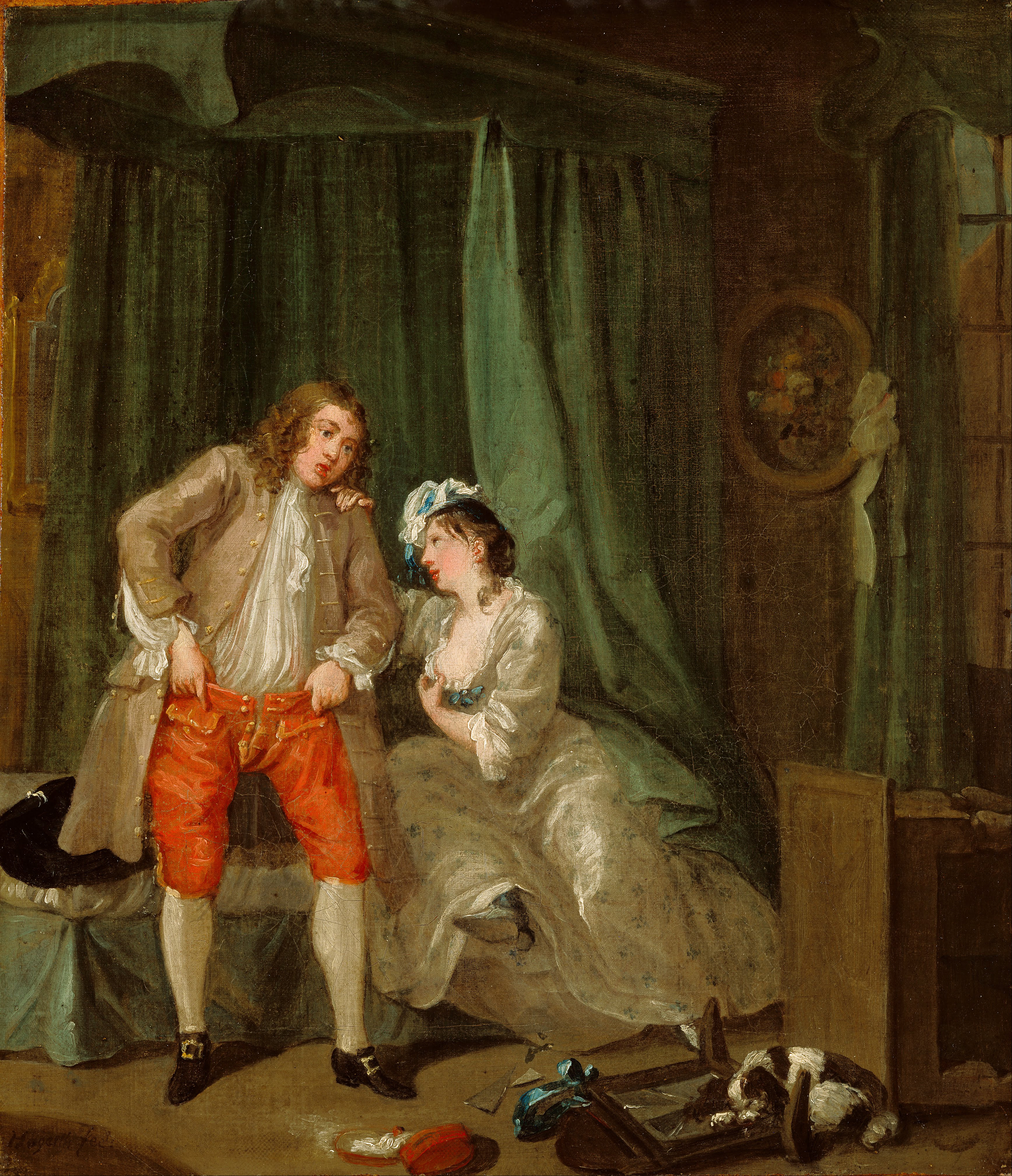
Después, segunda versión.
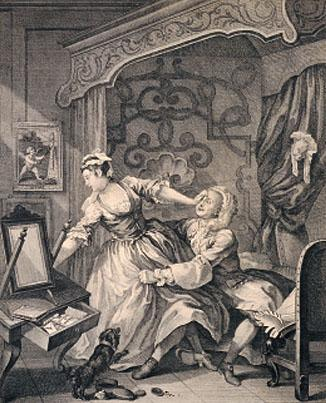
Grabado, Antes, grabado.
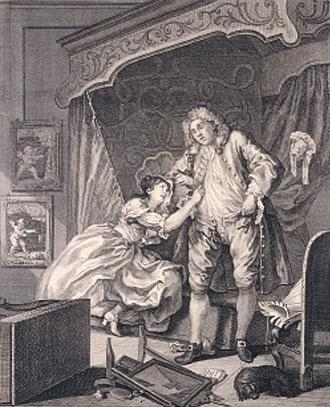
Grabado, Después, grabado.